# Kasper Salin-priset
Kasper Salin-priset är ett svenskt arkitekturpris, som utdelas varje år av Sveriges Arkitekter till ett nyligen färdigställt byggnadsverk eller grupp av byggnader.
Priset instiftades 1962 – och är därmed Sveriges äldsta existerande arkitekturpris – på grundval av en donation av Kasper Salin, som bland annat var stadsarkitekt i Stockholm. Priset utdelas till byggnadsverket och består av en bronsrelief, utformad av arkitekten Bengt Lindroos, som fästs på byggnaden. Repliker av priset ges till byggherren och till arkitekten.

## Pristagare
| Bild | Nyproduktion, år    | Byggnad                                     | Plats                                | Arkitekt(er) | Byggherre                                                                        |
| ---- | ------------------- | ------------------------------------------- | ------------------------------------ | --- | -------------------------------------------------------------------------------- |
|      | 1962                | Markuskyrkan                                | Björkhagen, Stockholm                | Arkitekt Sigurd Lewerentz                                                                                              | Skarpnäcks församling                                                            |
|      | 1963                | Pub varuhusannex                            | Stockholm                            | Arkitekter Erik Ahlsén och Tore Ahlsén                                                                                 | Paul U. Bergström AB                                                             |
|      | 1964                | Gamla stadshuset, Kiruna                    | Kiruna                               | Arkitekt Artur von Schmalensee                                                                                         | Kiruna stad                                                                      |
|      | 1965 (delat pris)   | Gävle krematorium                           | Gävle                                | Arkitekt ELLT arkitektkontor genom arkitekter Alf Engström, Gunnar Landberg, Bengt Larsson och Alvar Törneman          | Gävle Kyrkliga Samfällighet                                                      |
|      | 1965 (delat pris)   | Lärarhögskolan i Malmö                      | Malmö                                | Arkitekt Carl Nyrén arkitektkontor genom arkitekt Carl Nyrén                                                           | Malmö stads fastighetsnämnd och Byggnadsstyrelsen                                |
|      | 1966                | Åhléns varuhus (Åhléns City)                | Stockholm                            | Arkitekt Backström & Reinius Arkitektkontor genom arkitekter Sven Backström och Leif Reinius                           | Åhlén & Holm AB                                                                  |
|      | 1967                | Medborgarhuset                              | Örebro                               | Arkitekter Erik och Tore Ahlsén                                                                                        | Örebro stad                                                                      |
|      | 1968                | Studentbostäder i kvarteret Vildanden       | Lund                                 | Arkitekt Bengt Edman                                                                                                   | Akademiska föreningen                                                            |
|      | 1969                | Televerkets förvaltningsbyggnader, Farsta   | Farsta, Stockholm                    | Arkitekter Bengt Hidemark och Gösta Danielson                                                                          | Byggnadsstyrelsen                                                                |
|      | 1970                | Kvarteret Barberaren, Sandviken             | Sandviken                            | Arkitekt Ralph Erskine                                                                                                 | Byggnadsfirman Söderman & Söner AB                                               |
|      | 1971                | Byggnader för Pharmacia i Fyrislund         | Uppsala                              | Arkitekt Carl Nyrén arkitektkontor genom arkitekt Carl Nyrén                                                           | Pharmacia AB                                                                     |
|      | 1972                | Kulturhuset (provisoriska riksdagshuset)    | Stockholm                            | Arkitekt Peter Celsing                                                                                                 | Stockholms stads fastighetskontor                                                |
|      | 1973 (delat pris)   | Tekniska högskolans tunnelbanestation       | Stockholm                            | Arkitekter Michael Granit och Per Reimers, konstnärlig utsmyckning Lennart Mörk                                        | Stockholms läns landsting samt Storstockholms Lokaltrafik                        |
|      | 1973 (delat pris)   | Stadions tunnelbanestation                  | Stockholm                            | Arkitekter Michael Granit och Per Reimers, konstnärlig utsmyckning Enno Hallek och Åke Pallarp                         | Stockholms läns landsting samt Storstockholms Lokaltrafik                        |
|      | 1974                | Malmö konsthall                             | Malmö                                | Arkitekt Klas Anshelm                                                                                                  | Malmö kommuns fastighetsnämnd                                                    |
|      | 1975                | Sollentuna sim- och sporthall               | Sollentuna kommun                    | Arkitekt Rosenberg & Stål Arkitektkontor genom Gustaf Rosenberg                                                        | Centrala byggnadskommittén i Sollentuna kommun                                   |
|      | 1976                | Ingen utdelning                             |                                      | |                                                                                  |
|      | 1977 (utdelat 1981) | Rudolf Steinerseminariet                    | Ytterjärna                           | Arkitekt Erik Asmussen                                                                                                 | Stiftelsen Rudolf Steinerseminariet                                              |
|      | 1978                | Silvertältet i Hagaparken                   | Solna                                | Arkitekt Ahlgren Olsson Silow Arkitektkontor genom arkitekt Torbjörn Olsson                                            | Ståthållarämbetet och Byggnadsstyrelsen                                          |
|      | 1979                | Småhusområdet Solbacka                      | Norrtälje                            | Arkitekter Hans Speek och Bertil Engstrand samt Ola Bengtsson                                                          | Byggnadsfirman Diös AB                                                           |
|      | 1980                | Allhuset, Stockholms universitet            | Frescati, Stockholm                  | Arkitekt Ralph Erskine                                                                                                 | Byggnadsstyrelsen, Stockholms universitet och Stockholms Universitets Studentkår |
|      | 1981                | Etnografiska museet                         | Djurgården, Stockholm                | Arkitekter Jan Gezelius och Gunnar Mattsson (arkitekt)                                                                 | Byggnadsstyrelsen                                                                |
|      | 1982                | Arlanda (nya inrikeshallen)                 | Stockholm                            | Berg Arkitektkontor och Bobert & Stintzing Arkitektkontor                                                              | Luftfartsverket                                                                  |
|      | 1983                | Kvarteret Varmfronten, Skarpnäcks gård      | Stockholm                            | Arken arkitekter genom Klas Tham och Peer Ove Skånes                                                                   | BGB i Stockholm AB                                                               |
|      | 1984                | Gävle teater (renovering)                   | Gävle                                | Ove Hidemark Göran Månsson Arkitektkontor AB genom arkitekterna Göran Månsson, Lars Bjursten och Marianne Dahlbäck     | Gävle kommun, Centrala byggnadskommittén                                         |
|      | 1985                | Vagnhallen Gårda                            | Göteborg                             | ABAKO Arkitektkontor AB genom arkitekter Clas Dreijer och Bengt Wallin                                                 | Göteborgs Stads Parkerings AB                                                    |
|      | 1986                | Drottningen 8 och 11                        | Stockholm                            | Bengt Lindroos | Sven Torstensson                                                                 |
|      | 1987                | Kulturhuset i Leksand                       | Leksand                              | Gunnar Mattsson | Leksands kommun                                                                  |
|      | 1988                | Öijareds Executive Country Club             | Öjared                               | Wingårdh & Wingårdh AB genom Gert Wingårdh                                                                             | Öijareds Executive Country Club                                                  |
|      | 1989                | Lilla Aska                                  | Linköping                            | Arkitekt Ove Hidemark                                                                                                  | Samfällda Kyrkorådet i Linköping                                                 |
|      | 1990 (delat pris)   | Vasamuseet                                  | Djurgården, Stockholm                | Månsson & Dahlbäck Arkitektkontor                                                                                      | Byggnadsstyrelsen                                                                |
|      | 1990 (delat pris)   | Klarahuset                                  | Stockholm                            | Nyréns arkitektkontor AB                                                                                               | JM Byggnads och Fastighets AB                                                    |
|      | 1991 (utdelat 1994) | Tillbyggnad till Jönköpings läns museum     | Jönköping                            | Nyréns arkitektkontor AB                                                                                               | Fastighetskontoret i Jönköping                                                   |
|      | 1992                | Kvarteret Nielsen, Hestra parkstad          | Borås                                | Tegnestuen Vandkunsten, Köpenhamn                                                                                      | AB Bostäder, Borås                                                               |
|      | 1993                | Astra Hässle forskningsanläggning i Mölndal | Mölndal                              | Wingårdh & Wingårdh AB genom arkitekt Gert Wingårdh                                                                    | Astra Hässle AB                                                                  |
|      | 1994                | Tekniska Verken i Linköping                 | Linköping                            | Rosenbergs Arkitekter AB genom arkitekter Gustaf Rosenberg, Inga Varg och Cecilia Margen Wigow                         | Tekniska Verken i Linköping                                                      |
|      | 1995                | Handelshögskolan i Göteborg                 | Göteborg                             | Erséus, Frenning & Sjögren Arkitekter AB genom arkitekt Peter Erséus, Ove Nilsson och Per Frenning                     | Akademiska Hus i Göteborg                                                        |
|      | 1996                | Nils Ericson Terminalen                     | Göteborg                             | Niels Torp AS Arkitekter genom arkitekt Niels Torp                                                                     | Göteborgsregionens Lokaltrafik AB genom Stefan Ekman                             |
|      | 1997                | Malmö stadsbibliotek                        | Malmö                                | Henning Larsen Tegnestue AS, Köpenhamn, genom Henning Larsen                                                           | Malmö Stadsfastigheter genom Stig Svensson                                       |
|      | 1998                | Arkitektur- och designcentrum               | Skeppsholmen, Stockholm              | José Rafael Moneo Vallés, Madrid                                                                                       | Fastighetsverket genom Peter Ohrstedt                                            |
|      | 1999                | Millesgårdens konsthall                     | Lidingö                              | Arkitekten Johan Celsing                                                                                               | Millesgården genom Staffan Carlén                                                |
|      | 2000                | Kvarteret Slottet                           | Helsingborg                          | Arkitekterna Henrik Jais-Nielsen och Mats White                                                                        | HSB Nordvästra Skåne genom Ulf Nordström                                         |
|      | 2001                | Kårhuset på Chalmers                        | Chalmers tekniska högskola, Göteborg | Wingårdh arkitektkontor genom Gert Wingårdh                                                                            | Emils Kårhus AB genom Chalmers studentkår och Chalmersfastigheter AB             |
|      | 2002                | Pir F                                       | Arlanda                              | Danska KHR arkitekter och dess svenska partner KHR Rundquist                                                           | Luftfartsverket                                                                  |
|      | 2003                | Kontorshus för White                        | Östgötagatan 100, Stockholm          | White Arkitekter genom arkitekt Bengt Svensson och handläggare arkitekt Linda Mattsson                                 | White Arkitekter AB genom VD Magnus Borglund.                                    |
|      | 2004 (delat pris)   | Södertörns högskolebibliotek                | Flemingsberg, Huddinge kommun        | Malmström & Edström arkitektkontor genom Christer Malmström                                                            | Stiftelsen Clara genom Carl Montgomery                                           |
|      | 2004 (delat pris)   | Världskulturmuseet, Göteborg                | Södra Vägen 54, Göteborg             | Brisac-Gonzalez Architects genom Cecile Brisac och Edgar Gonzalez                                                      | Statens Fastighetsverk genom Peter Ohrstedt                                      |
|      | 2005                | Sjöstadsparterren med omgivande kvarter     | Hammarby sjöstad, Stockholm          | Diverse | Diverse                                                                          |
|      | 2006                | Aranäsgymnasiet                             | Kungsbacka                           | Wingårdh arkitektkontor genom Gert Wingårdh, Jonas Edblad, Karin Wingårdh samt John Eklind                             | Kungsbacka kommun                                                                |
|      | 2007                | House of Sweden                             | Washington DC                        | Wingårdh arkitektkontor genom Gert Wingårdh och Tomas Hansen                                                           | Statens fastighetsverk/Lano/Armada Harbourside L.L.C.                            |
|      | 2008                | Kalmar konstmuseum                          | Kalmar                               | Tham & Videgård Hansson Arkitekter AB genom Bolle Tham, Martin Videgård Hansson, Lukas Thiel, m.fl.                    | Kalmar kommun och Kalmar Konstförening                                           |
|      | 2009                | Urbana Villor                               | Västra hamnen, Malmö                 | Cord Siegel, Pontus Åqvist och Ulrika Connheim.                                                                        | Bostadsrättsföreningen "Urbana Villor"                                           |
|      | 2010                | Ryaverket                                   | Göteborg                             | KUB arkitekter genom Per Eric Persson, Linda Andersson, Markus Syvertsson, Carl-Johan Martinius, Kajsa Crona m.fl.     | Gryaab                                                                           |
|      | 2011                | Station Triangeln                           | Malmö                                | KHR arkitekter genom Nille Juul-Sørensen och Lise Lind i samarbete med Sweco genom Lars Lindahl, Cecilia Spannel m.fl. | Malmö kommun och Trafikverket                                                    |
|      | 2012                | Domkyrkoforum                               | Lund                                 | Carmen Izquierdo Arkitektkontor genom Carmen Izquierdo med flera                                                       | Domkyrkorådet i Lund                                                             |
|      | 2013                | Nya krematoriet                             | Skogskyrkogården i Stockholm         | Johan Celsing Arkitektkontor genom Johan Celsing med flera                                                             | Stockholms stads kyrkogårdsförvaltning                                           |
|      | 2014                | Väven                                       | Umeå                                 | Snøhetta och White arkitekter                                                                                          | Umeå kommun och Balticgruppen                                                    |
|      | 2015                | Arkitekturskolan KTH                        | Stockholm                            | Tham & Videgård Arkitekter                                                                                             | Akademiska hus                                                                   |
|      | 2016                | Studio 1                                    | Örgryte torp, Göteborg               | Johannes Norlander | HSB Göteborg                                                                     |
|      | 2017                | Skissernas museum                           | Lund                                 | Elding Oscarson | Statens fastighetsverk                                                           |
|      | 2018                | Ateljéhus Hamra                             | Hule hällar, Hamra, Gotland          | Anna Chavepayre, arkitektbyrån Collectif Encore                                                                        | Birgitta och Staffan Burling                                                     |
|      | 2019                | Brf Viva                                    | Göteborg                             | Malmström Edström Arkitekter/Ingenjörer                                                                                | Mikael Ahlén, Riksbyggen                                                         |
|      | 2020                | Kulturhusets ombyggnad i Stockholm          | Stockholm                            | Ahrbom & Partner arkitektkontor                                                                                        | Stockholms stad                                                                  |
|      | 2021                | Filborna vattentorn                         | Helsingborg                          | Wingårdh arkitektkontor                                                                                                | NSVA                                                                             |
|      | 2022                | Merkurhuset                                 | Göteborg                             | Bornstein och Lyckefors Arkitekter                                                                                     | Platzer Fastigheter                                                              |
|      | 2023                | Wisdome i Stockholm                         | Stockholm                            | Elding Oscarson | Tekniska museet                                                                  |
|      | 2024                | Besökspaviljongen till Linnéträdgården      | Uppsala                              | Hidemark & Stintzing Arkitekter                                                                                        | Statens fastighetsverk                                                           |

## Sveriges Arkitekters övriga priser
- Sienapriset
- Guldstolen
- Sveriges Arkitekters Kritikerpris
- Sveriges Arkitekters Planpris